# Danilo Stiepovich

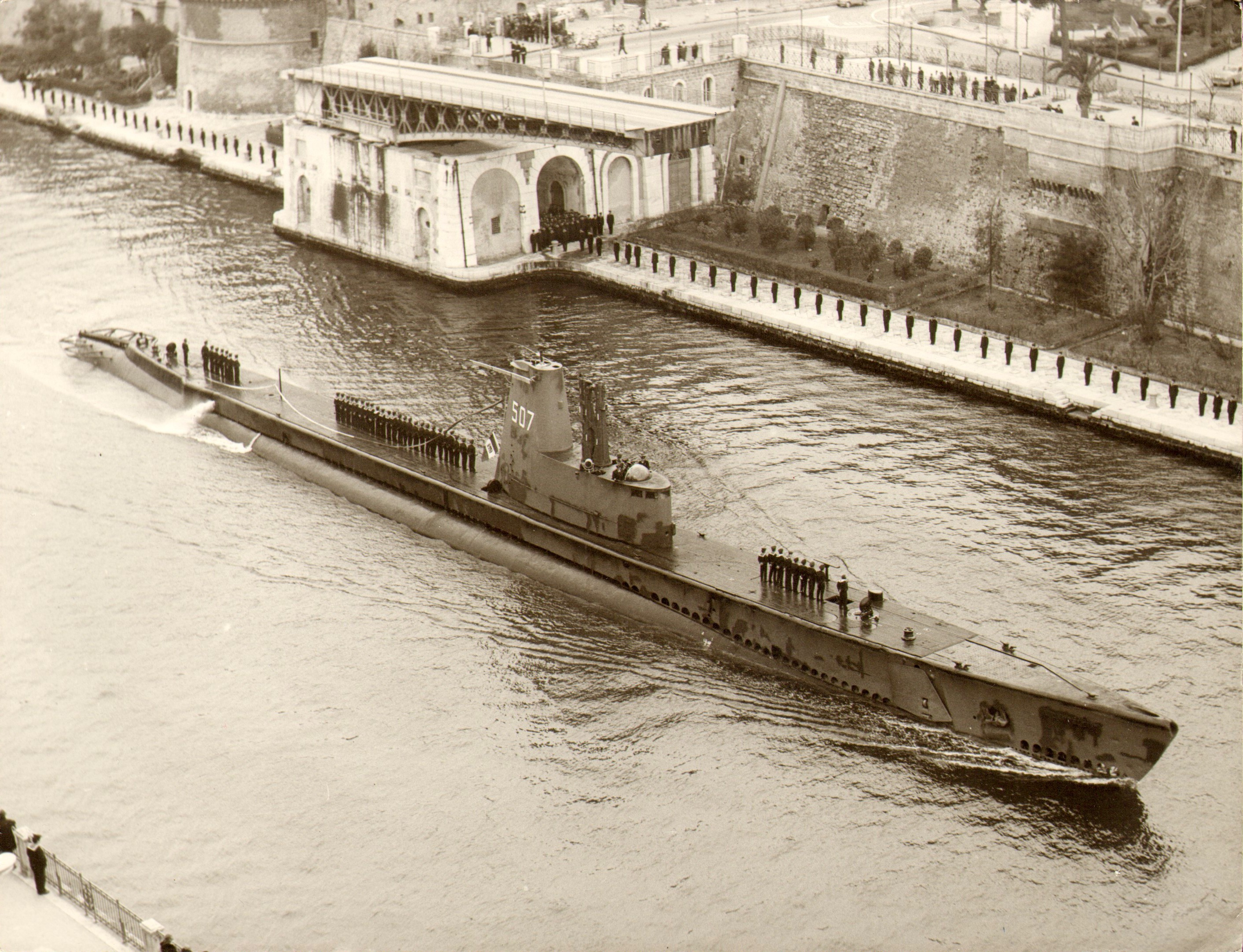
Cappellini, een onderzeeër van de Koninklijke Vloot van Italië

Danilo Stiepovich (Triëst, 21 september 1912 – Atlantische Oceaan, 14 januari 1941) was een luitenant van de Koninklijke Vloot van Italië of Regia Marina. Tijdens de Tweede Wereldoorlog sneuvelde hij in de Slag om de Atlantische Oceaan op de onderzeeër Cappellini.

## Levensloop
Stiepovich werd geboren in Triëst, havenstad en Vrije rijksstad van het keizerrijk Oostenrijk. Na de Eerste Wereldoorlog ging Triëst over naar het koninkrijk Italië. Stiepovich volgde een opleiding bij de Koninklijke Vloot van Italië; hij deed dit in het Istituto Nautico in Triëst. In 1933 zwaaide hij af met de graad van onderluitenant. Hij volgde een bijkomende opleiding tot vlootingenieur, wat betekende dat hij was opgeleid voor het gebruik van machines in boten en duikboten (1934). Van 1935 tot 1939 vocht hij op een duikboot, met tussenpauzes, in de Tweede Italiaans-Ethiopische Oorlog en de Spaanse Burgeroorlog. Hij werd bevorderd tot luitenant.
Nadien vocht Stiepovich voor Italië op de Atlantische Oceaan. Op de onderzeeër Cappellini was hij hoofd van het machinepark (direttore di macchina); de kapitein was Salvatore Todaro. Voor de kust van Bordeaux geraakte de duikboot op 14 januari 1941 in een vuurgevecht met een Britse hulpkruiser. Toen een matroos aan het machinegeweer gewond geraakte, nam Stiepovich zijn plaats in. Hij geraakte nog zwaarder gewond door een Britse granaat terwijl Britse jachtvliegtuigen de duikboot aan het zeeoppervlak in hun vizier begonnen te nemen. Stiepovich vond de dood achter het machinegeweer. Hij werd nog in de infirmerie van de duikboot gesleept doch zijn maten begroeven nadien het stoffelijk overschot in de Atlantische Oceaan.
In hetzelfde jaar 1941 verleende koning Victor Emanuel III van Italië hem de Gouden medaille voor Dapperheid.